# 数据可移植性
数据可移植性是一种保护用户免于将他们的数据存储在彼此不兼容地方（封閉平臺）的手段。有些封閉平台為了留住用戶，故意讓用戶数据备份時困難重重。
数据可移植性需要共同的技术标准来促进，這樣用戶从一个平台遷移數據到另一个平台才更方便，例如用户應該可以很方便地將数据导出到用户可访问的本地文件中，此外還應該讓用戶通過一些工具（如grep ）簡單、快捷搜索數據中的內容。 
数据可移植性适用于个人数据，而且用戶可以访问个人数据，但它並不表示数据所有权就歸屬於個人。